# Центральный рынок (Рига)
Центральный рынок (латыш. Centrāltirgus, ранее Русский рынок) в Риге — один из старейших и крупнейших рынков в Европе, отличающийся оригинальной конструкцией павильонов. Площадь рынка — 5,7 га.

## История
С давних пор на территории Московского форштадта Риги существовал Русский рынок, рядом с которым были построены Рижско-Рынская православная церковь и первая русская школа в Лифляндии, Рижское Екатерининское училище (1789).
Ещё до Первой мировой войны рижский градоначальник Джордж Армитстед запланировал полную реконструкцию главного городского рынка, который в то время располагался на набережной Даугавы. История этого рынка насчитывала более пяти веков. Проект строительства нового рынка был принят в 1910 году, однако в связи с началом Первой мировой войны его осуществление пришлось отложить. Также не удалось претворить в жизнь планы по сооружению железнодорожной ветки между городским каналом и районом Красных амбаров.
После войны, уже в начале 1920-х, городские власти были вынуждены вернуться к проекту нового рынка. Старый рынок, занимавший площадь 22000 м², уже давно не отвечал элементарным требованиям. Продукты в уличных ларьках не могли долго храниться: по статистике, ежегодный ущерб от порчи продовольствия составлял приблизительно 2 миллиона латов. Затруднительными были и подвоз, и разгрузка товаров, что доставляло немалые неудобства владельцам торговых точек старого рынка. 

### Ангары для цеппелинов
Поэтому Рижская дума 28 декабря 1922 года приняла решение о строительстве нового городского рынка. Для этих целей предполагалось приобрести ангары для хранения цеппелинов, которые располагались далеко от Риги, в военном городке Вайнёде. В военное время эти ангары были оставлены кайзеровской Железной дивизией, а в мирное время они стояли пустыми и невостребованными.
Для приспособления ангаров под нужды рынка был объявлен конкурс, на который поступило семь проектов. Лучшим был признан проект архитектора Паула Дрейманиса, предусматривающий не просто реорганизацию ангарных конструкций. Автор подошёл к поставленной задаче шире и разработал проект по созданию новой модели рижского рынка. Этот проект был одобрен, и за его разработку принялись студенты Латвийского университета. Непосредственными исполнителями были инженеры Г. Толстой, В. Исаев, а организатором работ был архитектор П. Павлов. Эти люди трудились под непосредственным началом комиссии по строительству рыночного комплекса.
В проекте оговаривалось, что пять ангаров необходимо было превратить в пять павильонов для торговли. Один, самый крупный павильон, должен был вместить в себя помещения для обработки мяса и пространство для оптовой торговли. Розничным торговцам был выделен отдельный павильон для «мясного бизнеса». В двух других павильонах торговали рыбой, молочными и мясными продуктами, а последний был обустроен для торговли всем остальным — фруктами, овощами, битой птицей, кондитерскими изделиями.
В июне 1924 года снесли два красных амбара, но вскоре выяснилось, что суммы, затребованные для строительства, существенно превышают первоначальную смету расходов. Это вызвало протест со стороны муниципалитета, и строительство временно заморозили. С 1928 года оно было возобновлено и вступило в завершающую стадию. 2 ноября 1930 года можно считать днём рождения самого крупного крытого рынка в Северной Европе. Он же автоматически занял первую строку в рейтинге крупнейших сооружений Риги до Второй мировой войны.
Изначально предполагалось, что рынок такой оригинальной конструкции неизбежно вызовет интерес у гостей столицы — так и оказалось. И в настоящее время пять павильонов Центрального рынка Риги можно считать в своём роде уникальными. Всего в Европе сохранилось шесть ангаров, из которых пять были приспособлены для нужд торговли. В конструкциях павильонов можно рассмотреть черты функционального модерна, стиля неоклассицизма, который был распространен в Риге до войны. Некоторые детали фасадов оформлены в стиле ар-деко. Под павильонами оборудованы подземные хранилища и холодильные установки.

### Рынок в советский период
В советское время рынки стали колхозными, при этом сохранились возможности торговли продукцией приусадебных хозяйств. В середине 1970-х годов только 62 торговых места на Центральном рынке занимали колхозы, а 800 -- единоличники. При этом на рынке действовало 144 торговых точки государственных организаций, торгующих промышленными товарами, тогда как 21 колхоз ждал очереди на предоставление места для торговли. Беспокойство властей вызывало то, что на территории рынка не хватает гостиничных мест для размещения торгующих. 
Рынки подчинялись профильному управлению Министерства торговли Латвийской ССР. Однако в Риге к началу 1980-х годов действовало 5 рынков: 4 исторических (Центральный, Видземский, Агенскалнский и Чиекуркалнский) и один новый — в микрорайоне Вецмилгравис. При том, что в республике ежегодно открывалось 40-50 рынков, в Риге за 50 лет не было открыто ни одного. Норматив — 2 торговых места на рынке на каждую тысячу жителей — в столице выполнялся только на 80 %. Поэтому институт «Латгипрогорстрой» разработал проект развития колхозных рынков в Риге. В первую очередь он предусматривал улучшение условий труда на рынках, из которых только 7 из 51 стационарного помещения имели отопление, в том числе 3 рижских рынка. Было запланировано подключить к ТЭЦ Центральный рынок.
Постановление ЦК КПСС и Совета Министров СССР «О дополнительных мерах по расширению продажи колхозами, совхозами и другими сельскохозяйственными предприятиями плодоовощной продукции организациям потребительской кооперации и на колхозных рынках» (1982) разрешило этим организациям продавать свою продукцию на рынках не по государственным, а по договорным ценам в объёме не более 10 % от плановой продукции и сверхплановую продукцию без ограничений. Были также отменены ограничения вывоза и реализации овощей, бахчевых культур, плодов и ягод и другой продукции из других республик Советского Союза, что увеличило поставки этой продукции на рынки.
На рынках Риги и в других точках города действовали магазины объединения «Ригаплодоовощ», которые доставляли картофель и овощи на дом.

## Параметры
- Общая площадь: 5,9 га.
- Крытая площадь: 1,6 га.

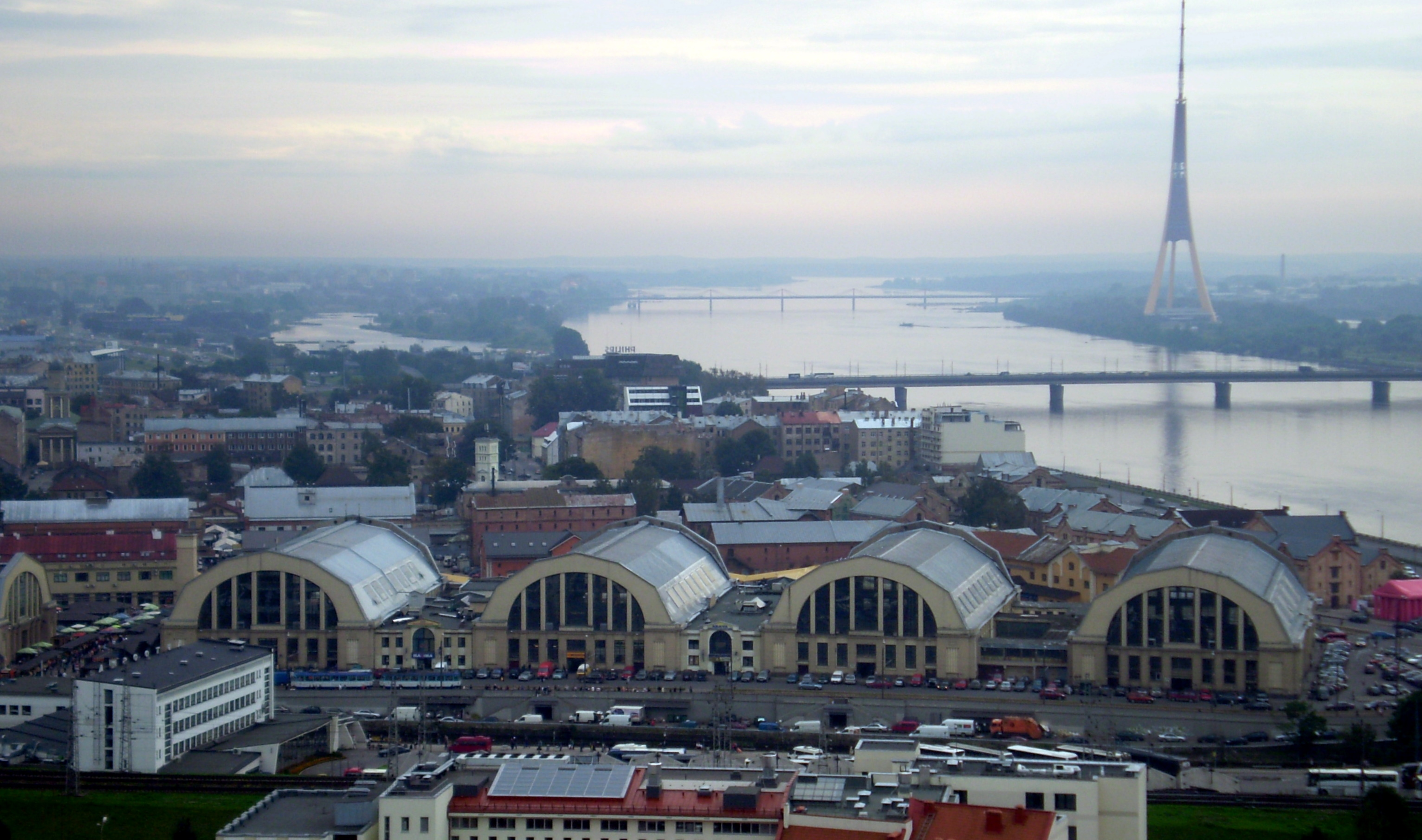
Рижский центральный рынок

- Длина тоннеля, соединяющего павильоны: 339 метров.
- Общая длина канализации: 2350 метров.
- Длина внешней водопроводной структуры: 1000 метров.
- Использовано при строительстве:
  - кирпичей: 6 млн.
  - цемента: 70000 бочек.
  - железа: 2470 тонн.
- Казной затрачено: чуть более 5 млн латов.